# Sèmele
|  | Per a altres significats, vegeu «Semele». |

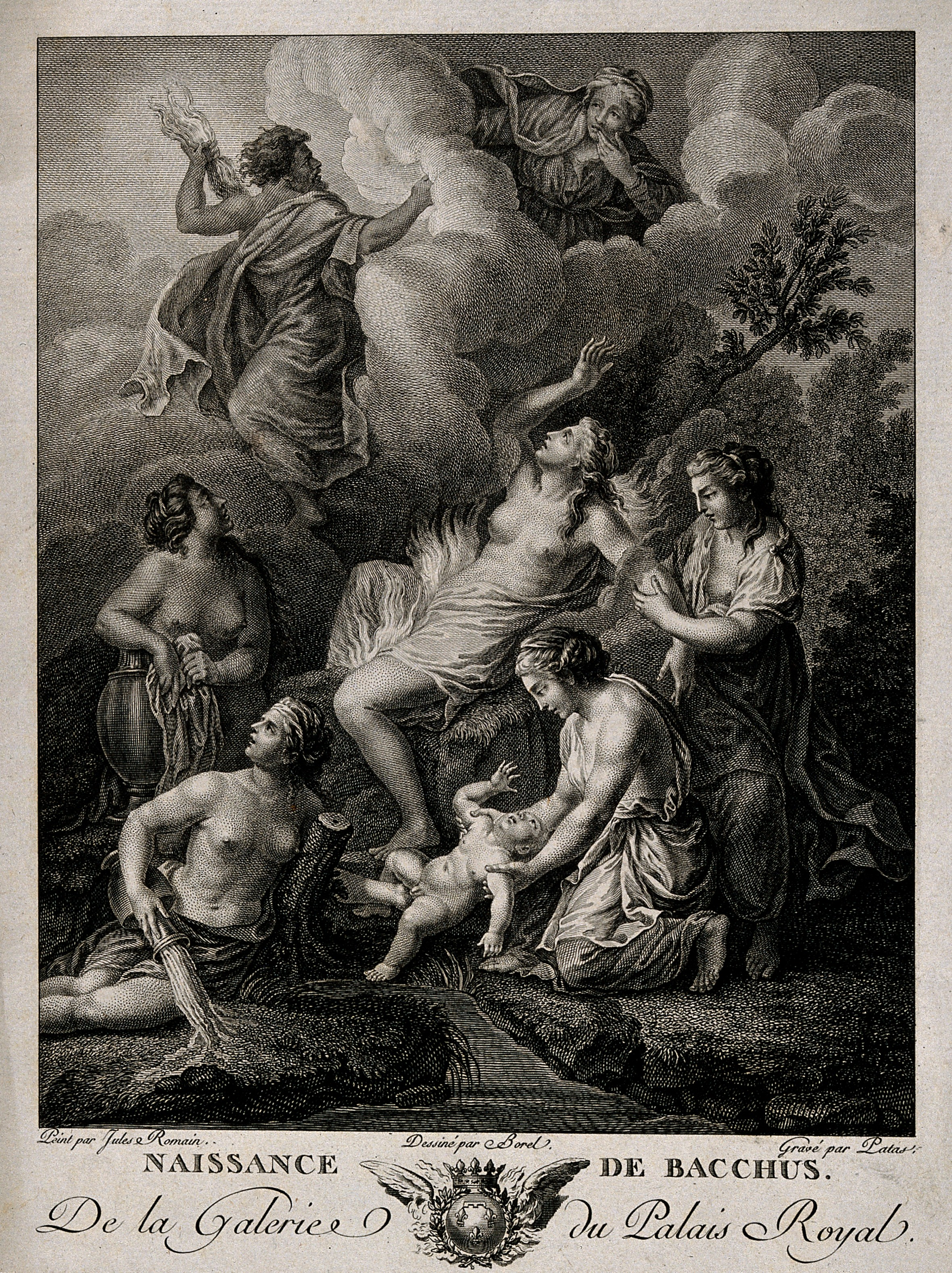
Sèmele crema pels llamps de Zeus, sota la mirada d'Hera

Sèmele (en grec antic Σεμέλη), segons la mitologia grega, va ser una princesa tebana, filla de Cadme i d'Harmonia.
Va ser estimada per Zeus, que durant les seues relacions engendrà Dionís. Mentre estava gràvida, Hera, gelosa, adoptà l'aparença de la seua nodrissa Bèroe i la convencé perquè demanés al seu amant que, si de debò era Zeus, se li mostrés en tota la seua esplendor. Així ho va fer, i com que el déu no s'hi podia negar perquè, imprudent, havia jurat que li concediria qualsevol cosa que li demanés, en comparèixer al davant d'ella amb la seua majestat suprema la va cremar amb el fulgor dels llamps. Zeus hagué d'extreure el fetus de Dionís del seu ventre i cosir-se'l a la cuixa fins que s'acabés de formar.
Les germanes de Sèmele (Ino, Àgave i Autònoe) havien propagat el rumor que el seu amant era humà, però ella havia dit que era Zeus. Per això Zeus l'havia castigada. Aquesta calúmnia va tenir conseqüències, ja que les culpables van ser castigades a través dels seus descendents (Acteó, Learc i Melicertes, i Penteu).
Quan Dionís va assolir la divinitat, va baixar a l'Hades i va rescatar Sèmele. La va portar als Camps Elisis on li canvià el nom pel de Tione en ser divinitzada.